# Wydad Sportive de Témara
Maillots
Le Wydad Sportive de Témara (en arabe : الوداد الرياضي لتمارة), plus couramment abrégé en Wydad Témara, est un club marocain de football fondé en 1993, jeudi 11 juin dans la ville de Témara (la même ville dont il est basé) par les supporters Wydadis de la ville. 
Le club évolue actuellement en Botola Pro2.

## Histoire
Le Wydad Sportive de Témara est un club sportif marocain de football fondé en 1993, exactement jeudi 11 juin, dans la ville de Témara (la même ville dont il est basé) par les supporters du doyen des clubs marocains, le Wydad AC.
Et si le club évolue actuellement en Botola Pro2 dont il est promu à l'issue de la saison 2013/14 après avoir terminé champion du Groupe Nord de la Botola Amt1.

## Palmarès
- Botola Amt1 - Groupe Nord (1) :
  - Champion : 2013/14